# Калста, Арви
Арви Калста (фин. Arvi Kalsta; 14 октября 1890, Йоэнсуу — 25 мая 1982, Хельсинки) — финский военный, национал-социалистический политик и бизнесмен. Участник Первой мировой войны на стороне кайзеровской Германии, финляндской гражданской войны на стороне белых, двух советско-финских войн. Активист ультраправого Лапуаского движения. Основатель финских национал-социалистических организаций.

## В егерском движении
Родился в семье строительного предпринимателя Густава Адольфа Грёнберга. При рождении получил фамилию отца и имя Арвид Даниэль. В 1912—1915 учился в Хельсинкском университете на инженера-механика.
Арвид Даниэль Грёнберг придерживался националистических взглядов, был сторонником независимости Финляндии от Российской империи. В Первой мировой войне выступал на стороне кайзеровской Германии. В начале 1915 вступил в первую же группу добровольцев, перебравшихся в Германию для прохождения военной подготовки. С осени 1915 служил в 27-м Егерском батальоне на Восточном фронте. Участвовал в боях с русскими войсками.

## В гражданской войне
В феврале 1918 Грёнберг прибыл в Ваасу, где расположился Сенат Финляндии — белое правительство периода гражданской войны. В чине капитана присоединился к антикоммунистическому Охранному корпусу, принял командование егерским батальоном. Участвовал в сражении за Тампере и взятии белыми Выборга.
Грёнберг показал себя квалифицированным и храбрым военным, но его амбициозность и жестокость вызвали недовольство Маннергейма. После того, как Грёнберг необоснованно разоружил польского офицера, Маннергейм распорядился отправить его под месячный арест. В знак протеста сразу после окончания гражданской войны Грёнберг уволился с военной службы.

## В Движении Лапуа
В 1920-х Арвид Грёнберг коммерческим представителем и менеджером промышленных предприятий. С 1926 носил имя Арви Калста — финского, а не шведского звучания. В 1930—1931 прошёл обучение в офицерской школе Taistelukoulu, получил специальность военно-спортивного инструктора. В 1931-1932 окончил также юридический факультет Хельсинкского университета по ускоренному курсу.
Ультраправые политические взгляды Арви Калсты привели его в Лапуаское движение Вихтори Косолы. Он возглавлял оперативно-штурмовую группу, занимавшуюся нападениями и похищениями политических противников — коммунистов и социалистов. В июле 1930 боевики Калсты (среди них был Эйно Хаарла, сын известного предпринимателя Рафаэля Хаарлы) похитили и избили социал-демократического политика Вяйнё Хаккилу, бывшего министра юстиции и мэра Тампере.
Осенью 1932 Арви Калста предпринял путешествие по Германии. Тесно сошёлся с функционерами НСДАП, изучал нацистскую идеологию, политические технологии и организационные принципы. Вернулся в Финляндию убеждённым сторонником нацизма.

## В национал-социалистической политике
2 декабря 1932, через день после возвращения из Германии, Арви Калста с группой единомышленников учредил Финскую народную организацию (SKJ) — первую в Финляндии партию национал-социалистического толка. SKJ установила связи с гитлеровским режимом, её функционеры обучались на политических курсах НСДАП.
Несмотря на радикальную нацистскую программу, в практической политике SKJ была довольно умеренной, действовала только в правовом поле. Занималась в основном пропагандой, безуспешно участвовала в выборах 1933. Прежние акции Калсты не практиковались — сказывался опыт Мянтсяльского мятежа и его подавления в марте 1932. Деятельность SKJ продолжалась до 1940.
Арви Клста временно прекратил политическую деятельность в 1936, когда получил предложение занять пост директора элитного отеля Pohjanhovi в Рованиеми (ныне отель Rantasipi Pohjanhovi). Занимал должность до 1938. Затем работал коммерческим представителем иностранных компаний в Финляндии.

## В советско-финских войнах
На Зимней войне капитан Калста командовал батальоном пехотного полка. Лично участвовал в боях.
Вернувшись в Хельсинки, возобновил политическую активность. В 1940 Калста основал Национал-социалистическую организацию (KSJ), которая воспроизвела программу SKJ. Новая партия имела в своей структуре объединение этнических шведов, Финский трудовой фронт, штурмовое подразделение, располагала связями с бизнесом. Выступала в альянсе с Финской национал-социалистической трудовой организацией. Однако в 1941 в KSJ произошёл раскол, спровоцированный борьбой за лидерство между Арви Калстой и его заместителем Юрьё Райкасом.
Во время советско-финской войны 1941—1944 Арви Калста служил в военной комендатуре Савонлинны, затем был направлен командовать ротой, но уже в апреле 1942 уволен с военной службы. После этого вернулся к коммерческой деятельности.

## Послевоенная жизнь
19 сентября 1944 администрация Маннергейма заключила соглашение о перемирии с СССР и Великобританией. Статья 21 соглашения предусматривала «прекращение фашистской пропаганды» и «запрет фашистских организаций» Финляндии. На этом основании была запрещена деятельность KSJ.
Арви Калста пытался бежать из Финляндии, но был арестован и некоторое время находился в тюрьме по обвинению в военных преступлениях. После освобождения Калста продолжал заниматься бизнесом. Политической активности не проявлял, но симпатизировал крайне правым силам.
Скончался Арви Калста в возрасте 91 года.
Арви Калста остаётся крупным идейно-политическим авторитетом для финских и шведских ультраправых.